# Parc national Laguna Blanca
Pour les articles homonymes, voir Laguna Blanca.
Le parc national Laguna Blanca (en espagnol : Parque Nacional Laguna Blanca) est une aire protégée située dans le centre de la province de Neuquén, dans le département de Zapala, en Argentine.
Sa superficie est de 11 200 hectares soit 112 km2. Il est situé à 15 km au nord-est du Cerro Chachil, qui domine la région du haut de ses 2 830 m et à 25 km au sud-ouest de la ville de Zapala.
Le parc national a été créé en 1945, avec pour objectif principal de protéger l'écosystème de la laguna Blanca, qui héberge le plus important lieu de nidification des cygnes à cou noir associés à une grande variété d'autres oiseaux aquatiques. Le parc protège aussi un vaste secteur d'écosystèmes terrestres représentatifs de la steppe de la Patagonie argentine.

## Archéologie
La protection de cette zone est aussi en relation avec d'importants gisements archéologiques d'origine mapuche. Ces vestiges sont disséminés et comprennent des petits fragments de céramique ou débris de vases, ainsi que quelques pointes de flèches. On y trouve également des grattoirs, témoignages d'une industrie précéramique (assez bien conservée), des mains de mortier faites avec de la lave volcanique, ainsi qu'une grande quantité de fibules et esquilles, fabriquées en obsidienne (roche volcanique vitreuse riche en silice).

## Site Ramsar
Le parc a été désigné site Ramsar le 4 mai 1992.

## Description de la Laguna Blanca
La lagune est en fait un lac peu profond (maximum 10 mètres). Elle est alimentée de manière 
temporaire par deux petits cours d'eau (arroyos) de faible débit, nés à l'ouest dans la Sierra del Chachil, l'arroyo de la Llano Blanco (plaine blanche) et celui de Pichi-Ñireco. Elle est située à une altitude de 1 270 mètres, et a une superficie variable, mais située aux alentours de 1 700 hectares, soit 17 km2.
Son niveau est sujet à des fluctuations saisonnières importantes. Il s'agit en effet d'un système endoréique, où le niveau dépend de deux variables prédominantes : alimentation par les cours d'eau donc les précipitations, et pertes par évaporation. 
La lagune se congèle partiellement en hiver.

## Flore
La végétation aquatique submergée est assez riche et comprend Myriophyllum elatinoides, Potamogeton pectinatus et des représentants du genre Nostoc.
Plusieurs zones adjacentes au lac, comme le long des lits des cours d'eau, ont une abondante végétation émergée, spécialement des genres Juncus et Cyperus.
Quant au reste des surfaces de la zone entourant le lac, elles sont couvertes de steppe 
patagonique semi-aride, dominée par des plantes arbustives comme Nassauvia axillaris, Mulinum spinosum, Haplopappus pectinatus, et composée aussi de graminées et d'autres herbes.

## Faune
Il héberge comme signalé plus haut plusieurs espèces d'oiseaux dont avant tout des cygnes à cou noir. Mais il y a bien plus. De nombreuses lagunes se trouvent dans la région en dehors de ce site. Plus de cent espèces fréquentent ces diverses lagunes tout au long de l'année. C'est un centre important de nidification pour des oiseaux aquatiques. Les espèces suivantes ont été recensées en 1982 : Cygne à cou noir (2 000 - 2 500), Grèbe aux belles joues (1 500), Ouette de Magellan (300), Canard de Chiloé (500), Canard spatule (1 000) Érismature ornée (80) et Foulque à jarretières (800).
D'autre part, on y rencontre aussi une faune non-avienne comme la grenouille endémique Atelognathus patagonicus, et le petit mammifère Lagidium viscacia ou viscache des montagnes.

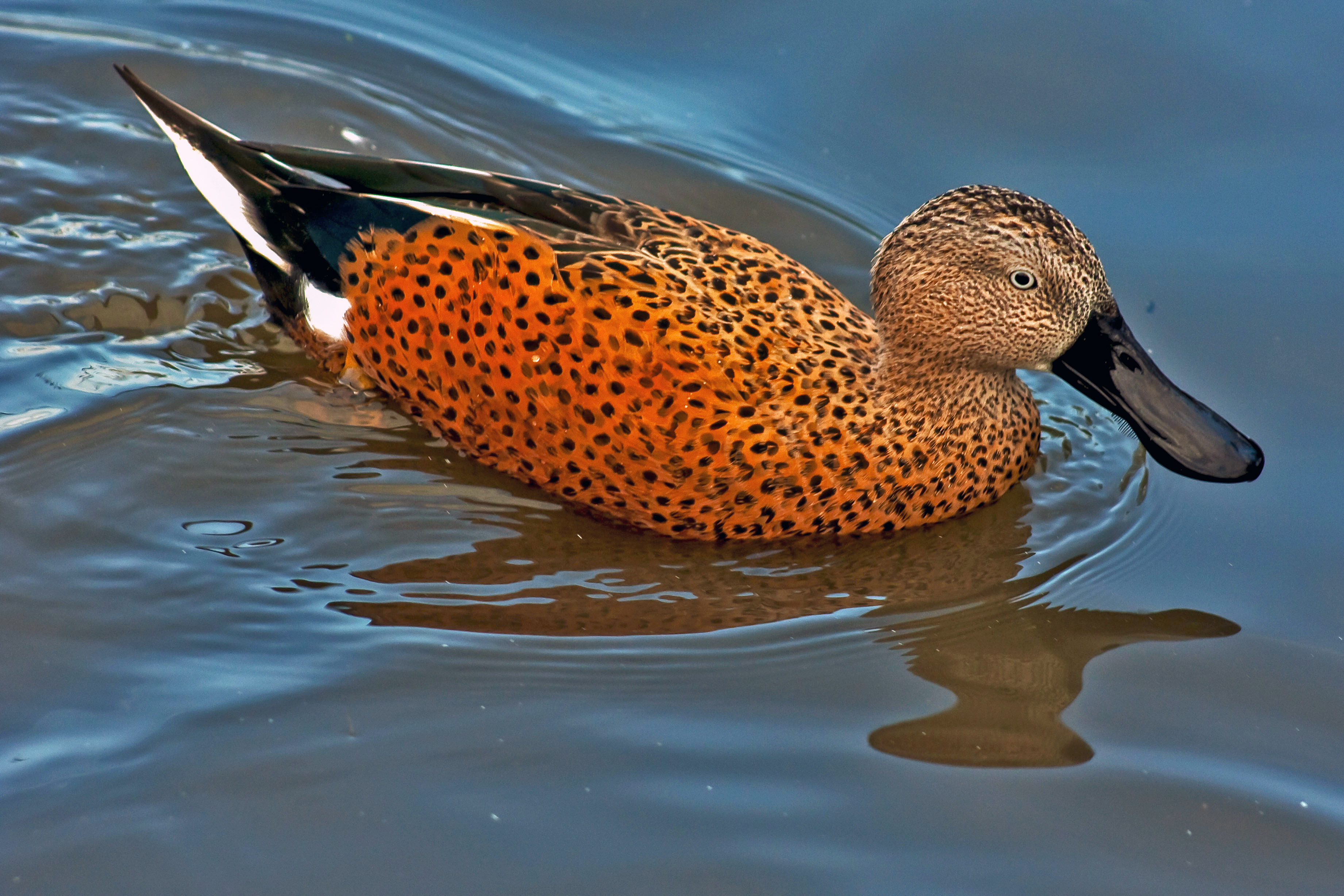
Canard spatule (Anas platalea).
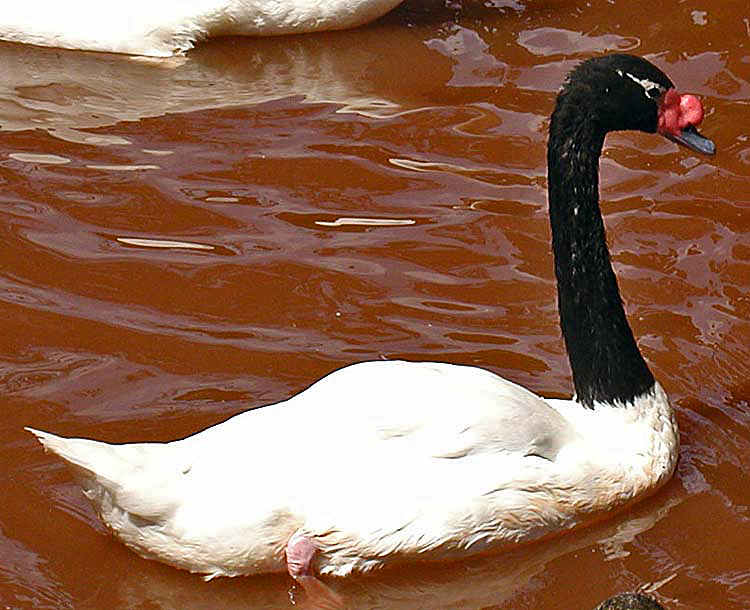
Cygne à cou noir (Cygnus melancoryphus).
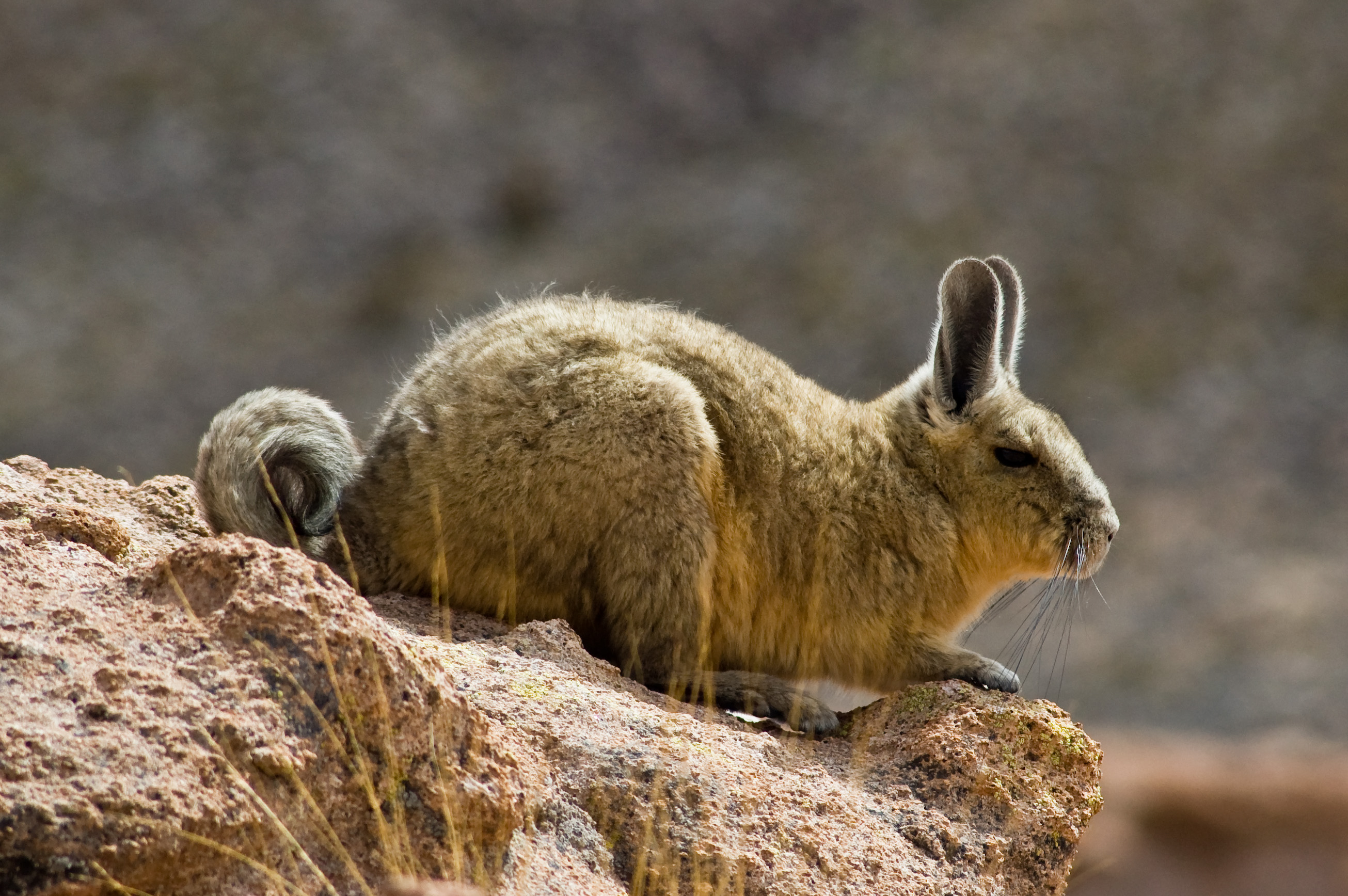
Viscache des montagnes (Lagidium viscacia).